# My Life with the Walter Boys
My Life with the Walter Boys é uma série dramática de televisão americana que estreou na Netflix em 7 de dezembro de 2023. O drama da maioridade é uma adaptação do romance de Ali Novak de 2014, com o mesmo nome, que foi publicado pela primeira vez no Wattpad. A série segue a recém-órfã Jackie Howard (Nikki Rodriguez), uma adolescente de Manhattan que se muda para a zona rural do Colorado depois de ser acolhida pelos Walters, uma família de sete filhos. A série foi desenvolvida por Melanie Halsall. O elenco inclui Nikki Rodriguez, Noah LaLonde, Ashby Gentry e Alisha Newton. Em dezembro de 2023, a série foi renovada para uma segunda temporada.
| Temporada | Temporada | Episódios | Episódios | Originalmente exibido | Originalmente exibido |
| Temporada | Temporada | Episódios | Episódios | Estreia da temporada  | Final da temporada    |
| --------- | --------- | --------- | --------- | --------------------- | --------------------- |
|           | 1         | 10        | 10        | 7 de dezembro de 2023 | 7 de dezembro de 2023 |

## Elenco e personagens

### Principal
- Nikki Rodriguez como Jackie Howard, uma garota de quinze anos que é forçada a mudar-se para Silver Falls, Colorado, depois de perder toda a sua família num acidente de carro na cidade de Nova Iorque.
- Noah LaLonde como Cole Walter, um rapaz Walter que costumava ser uma estrela do futebol na Silver Falls High School e parte de um triângulo amoroso com Jackie.
- Ashby Gentry como Alex Walter, um rapaz Walter que é um nerd estudioso e o outro lado do triângulo amoroso com Jackie.
- Alisha Newton como Erin, quase namorada de Cole.
- Johnny Link como Will Walter, o filho mais velho do Walter, com formação superior e prestes a casar.
- Corey Fogelmanis como Nathan Walter, outro rapaz Walter que gosta de música.
- Sarah Rafferty como Dra. Katherine Walter, guardiã legal da Jackie, e que é veterinária.
- Marc Blucas como George Walter, o guardião legal da Jackie, que é fazendeiro.
- Connor Stanhope como Danny Walter, irmão gémeo fraterno de Cole que está a estudar representação.
- Zoë Soul como Hayley Young, noiva de Will.
- Jaylan Evans como Skylar Summerhill, uma adolescente determinada em tornar-se na delegada de turma, que se torna amiga da Jackie e é o interesse amoroso de Nathan.

### Recorrente
- Alex Quijano como Richard, tio materno da Jackie.
- Myles Perez como Lee Garcia, primo dos irmãos Walter que mora com eles.
- Isaac Arellanes como Isaac Garcia, irmão de Lee que também mora com eles.
- Ashley Holliday como Tara, uma orientadora da Silver Falls High School que ajuda a Jackie e é amiga da Haley.

Além disso, Dean Petriw interpreta Jordan Walter, outro rapaz Walter, enquanto Lennix James é Benny Walter, o rapaz mais novo dos Walter e Alix West Lefler é Parker Walter, a única garota Walter. Gabrielle Jacinto é Olivia, a melhor amiga de Erin. Mya Lowe é Kiley, a melhor amiga de Alex desde o jardim de infância. Nathaniel Arcand interpreta outro personagem recorrente, Mato Summerhill, que é o pai de Skylar e defende a sua herança das Primeiras Nações.

## Episódios
| N.º | Título                | Dirigido por     | Escrito por                                                                        | Lançamento            |
| --- | --------------------- | ---------------- | ---------------------------------------------------------------------------------- | --------------------- |
| 1   | "Welcome to Colorado" | Jerry Ciccoritti | Melanie Halsall                                                                    | 7 de dezembro de 2023 |
| 2   | "Live a Little"       | Jerry Ciccoritti | Melanie Halsall                                                                    | 7 de dezembro de 2023 |
| 3   | "The Cole Effect"     | Nimisha Mukerji  | Jordan Ross Schindler                                                              | 7 de dezembro de 2023 |
| 4   | "Nineteen"            | Nimisha Mukerji  | Jonathon Roessler                                                                  | 7 de dezembro de 2023 |
| 5   | "Thanksgiving"        | Jerry Ciccoritti | Tawnya Bhattacharya & Ali Laventhol                                                | 7 de dezembro de 2023 |
| 6   | "Baggage"             | Jerry Ciccoritti | Jesikah Suggs                                                                      | 7 de dezembro de 2023 |
| 7   | "Small Town Rumors"   | Winnifred Jong   | Kelsey Barry                                                                       | 7 de dezembro de 2023 |
| 8   | "Spinning Out"        | Winnifred Jong   | Teleplay por: Jonathon Roessler & Jordan Ross Schindler História por: Grace Condon | 7 de dezembro de 2023 |
| 9   | "Revolutions"         | Jason Priestley  | Tawnya Bhattacharya & Ali Laventhol                                                | 7 de dezembro de 2023 |
| 10  | "Happily Ever After"  | Jason Priestley  | Melanie Halsall                                                                    | 7 de dezembro de 2023 |

## Produção
Sony Pictures Television e iGeneration Studios estão a produzir My Life with the Walter Boys, após a aquisição da Komixx Entertainment pela iGeneration Studios. Ed Glauser, que foi o produtor executivo da série de filmes The Kissing Boot da Netflix, juntou-se à produção ao lado da showrunner e produtora executiva Melanie Halsall.
As filmagens da série começaram em março de 2022, em Alberta, Canadá, e concluíram em setembro de 2022.
A produção da série ocorreu em Alberta, com filmagens nas cidades de Calgary, Cochrane e Crossfield. Em 19 de dezembro de 2023, a Netflix renovou a série para uma segunda temporada.

## Lançamento
My Life with the Walter Boys foi lançada em 7 de dezembro de 2023.

## Recepção
O site agregador de críticas Rotten Tomatoes registou um índice de aprovação de 40%, uma classificação média de 5,1/10, com base em 10 resenhas críticas. O Metacritic, que utiliza uma média ponderada, atribuiu uma pontuação de 50 em 100 com base em 6 críticos, indicando "avaliações mistas ou médias".